# Hổ Khâu Thiệu Long
Hổ Khâu Thiệu Long (zh: 虎丘紹隆 hǔqiū shàolóng, ja: kukyū jōryū, 1077-1136) là một Thiền sư Trung Quốc đời Tống. Sư là đệ tử nối pháp của Thiền sư Viên Ngộ Khắc Cần, phái Dương Kỳ, tông Lâm Tế. Cơ phong tiếp dẫn người học của sư rất nhạy bén nên ít người có thể hội được, dưới sư chỉ có một đệ tử nối pháp là Thiền sư Ứng Am Đàm Hoa
Sư là tổ sáng lập Hổ Khâu phái - một trong hai môn phái chính của phái Dương Kỳ, phái còn lại là Đại Huệ phái do huynh đệ đồng môn của sư là Thiền sư Đại Huệ Tông Cảo sáng lập. 

## Cơ duyên hành đạo
Sư quê ở Hàm Sơm, Hào Châu (nay là tỉnh An Huy). Năm 9 tuổi sư bắt đầu nghiên cứu các kinh sách, Luật tạng ở Viện Luật Tuệ. 6 năm sau sư thọ cụ túc giới.

Sư từng đến yết kiến nhiều vị Thiền sư như ngài Tịnh Chiếu Sùng Tín ở Trường Lô, Trạm Đường Văn Chuẩn ở núi Bảo Phong và Tử Tâm Ngộ Tân ở núi Hoàng Long. Sau sư đến Giáp Sơn (nay là tỉnh Hồ Nam) tham học với Thiền sư Viên Ngộ trong khoảng 20 năm và nối pháp của Viên Ngộ. Cơ duyên ngộ đạo của sư được ghi lại như sau:
Một hôm Viên Ngộ hỏi: "Lúc thấy còn có khái niệm thì cái thấy không phải là thấy, nếu thấy lìa khái niệm thì cái thấy ấy chẳng thể được". Viên Ngộ đưa nắm tay lên hỏi tiếp: "Ông thấy gì không?". Sư đáp:" Thưa, con thấy!". Viên Ngộ nói:"Ông lại chồng thêm một cái đầu nữa rồi". Nghe vậy, trong tâm chợt rỗng lặng khế hội. Viên Ngộ quát: "Ông đã thấy được đạo lí gì?". Sư đáp:"Ruột trúc đặc không ngăn dòng nước chảy!". Viên ngộ gật đầu hài lòng.
Sau khi bản sư Viên Ngộ Khắc Cần thị tịch, sư cùng sư Nhã Bình biên soạn ngữ lục của Viên Ngộ.
Năm Kiến Viêm thứ 4 (1130), sư trụ trì ở Vân Nham Thiền tự trên núi Hổ khâu, Bình Giang. Tại đây sư mở rộng Thiền phong của ngài Viên ngộ, người đương thời gọi sư là Hổ Khâu Thiệu Long, lâu sau tông phong của sư trở thành một phái, gọi là Hổ khâu phái.

Một hôm, sư thượng đường dạy chúng:
"Trước mắt không pháp, vạn tượng rậm rạp, ý tại trước mắt, chợt hiện khó biện, chẳng phải pháp trước mắt, chạm đến gặp y chẳng phải chỗ mắt tai đến, chẳng lìa thấy nghe hiểu biết. Tuy nhiên như thế, cũng phải là kia nhằm trên cây chốt cửa mới được. Vì thế nói, lưới bủa chẳng dừng trụ, kêu gọi chẳng xoay đầu, Phật Tổ chẳng an bày, đến nay không nơi chốn. Như thế thì chẳng nhọc liễm niệm lầu các cửa mở, tấc bước chẳng dời trăm thành đều đến. Sư cầm gậy vạch một lằn nói: "Rắn chết trên đường chớ đập chết, giỏ tre không đáy bỏ mang về".
Năm Thiệu hưng thứ 6 (1136), sư thị tịch, thọ 60 tuổi (có thuyết nói 65 tuổi), đệ tử đem toàn thân sư nhập tháp tại phía Tây Nam núi Hổ Khâu, đến nay vẫn còn. Sư có để lại tác phẩm là Hổ Khâu Thiệu Long Thiền Sư Ngữ Lục (zh: 虎丘紹隆禪師語錄, 1 quyển).

## Hổ Khâu phái
Hổ Khâu phái (zh: 虎丘派) do Thiền sư Thiệu Long sáng lập và Đại Huệ phái (do Thiền Sư Đại Huệ thành lập) là hai nhánh chính của phái Dương Kỳ, tông Lâm tế. Pháp thiền của sư thâm sâu bí mật nên chỉ có một đệ tử hội được đạo là Ứng Am Đàm Hoa. Đến đời Ứng Am Đàm Hoa phái này bắt đầu phát triển, dưới Đàm Hoa có 8 vị đắc pháp. Nổi bật nhất là 2 vị:
- Mật Am Hàm Kiệt
- Hòa Sơn Tâm Giám

Từ đời sau đạo pháp trở nên hưng thịnh như dưới ngài Mật Am có nhiều vị cao tăng xuất hiện như: Phá Am Tổ Tiên, Tùng Nguyên Sùng Nhạc, Tào Nguyên Đạo Sinh,.. Đến đời nhà Nguyên, phái này được truyền sang Nhật Bản và Triều Tiên, đến nay vẫn còn.